# Susanne Kiermayer
Susanne Kiermayer (* 22. Juli 1968 in Zwiesel) ist eine ehemalige deutsche Sportschützin im Wurfscheibenschießen in den Disziplinen Trap und Doppeltrap. Ihr größter Erfolg war der Gewinn der Silbermedaille bei den Olympischen Spielen 1996 in Atlanta im Doppeltrap-Wettbewerb.

## Karriere
Kiermayer wurde 1988 erstmals Deutsche Meisterin im Wurfscheibenschießen in der Disziplin Trap. Bis zu den Olympischen Sommerspielen 1992 in Barcelona wurden die Wurftaubenwettbewerbe für Männer und Frauen gemeinsam ausgetragen, als danach mit der Disziplin Doppeltrap ein eigener Frauenwettbewerb eingeführt wurde, begann Kiermayers internationale Karriere. Bei den Olympischen Spielen 1996 in Atlanta belegte sie im Doppeltrap den zweiten Platz hinter der US-Amerikanerin Kim Rhode. In den nächsten Jahren gewann Kiermayer mehrfach die Europameisterschaften im Trap und Doppeltrap. Bei den Olympischen Spielen 2000 in Sydney wurde sie Fünfte im Trap und Neunte im Doppeltrap. In Athen 2004 wurde sie erneut Fünfte im Trap. 2008 wurde Kiermayer bei den Olympischen Sommerspielen in Peking Achte im Trap.
2010 beendete sie als amtierende Europameisterin ihre sportliche Karriere.
Kiermayer startete für den WTC Bayerwald und wurde insgesamt 14 Mal Deutsche Meisterin und 10 Mal Vizemeisterin. Die gelernte Hotelfachfrau verpflichtete sich 1994 bei der Bundeswehr, um bessere Trainingsmöglichkeiten zu haben. Sie lebt in Kirchberg im Wald. Als Gesamtaktivensprecherin war sie viele Jahre die Fürsprecherin der Nationalmannschaft und vertrat die Interessen der Spitzensportler verbandsintern, aber auch in weiteren nationalen Gremien. Beim 56. Deutschen Schützentag in Lübeck-Travemünde wurde sie zur Vizepräsidentin des Deutschen Schützenbundes gewählt. Ihre Aufgaben im Präsidium waren der Spitzensport, Anti-Doping und der Behindertensport. 2013 schied sie aus dem Präsidium aus.
Auch im Weltverband für Sportschießen, der International Shooting Sport Federation, trat sie 8 Jahre lang im Athletenkomitee bis zur Beendigung ihrer Sportlerkarriere für die Belange der Schützen weltweit ein.
Die höchste nationale Auszeichnung im Sport, das Silberne Lorbeerblatt bekam sie gleich zweimal vom  Bundespräsidenten verliehen.